# صموئيل ووكر (سياسي أمريكي)
صموئيل ووكر (بالإنجليزية: Samuel Walker)‏ هو سياسي أمريكي، ولد في 19 أكتوبر 1822 في مقاطعة فرانكلين في الولايات المتحدة، وتوفي في 6 فبراير 1893 في لورانس في الولايات المتحدة. حزبياً، نشط في الحزب الجمهوري. وقد انتخب عضو مجلس ولاية كانساس.